# 팜브델루리온
팜브델루리온(학명: Pambdelurion)은 그린란드 북부의 캄브리아기 시리우스 파세트 발굴현장에서 발굴된 범절지동물의 멸종한 속이다. 같은 곳에서 발견된 케리그마켈라와 비슷한 체형을 가지고 있어, 팜브델루리온이 절지동물과 매우 가깝다고 여겨지는데, 원시 절지동물이라 할 수 있는 엽족동물의 특징들이 결합되어 있기 때문이다.

## 특징

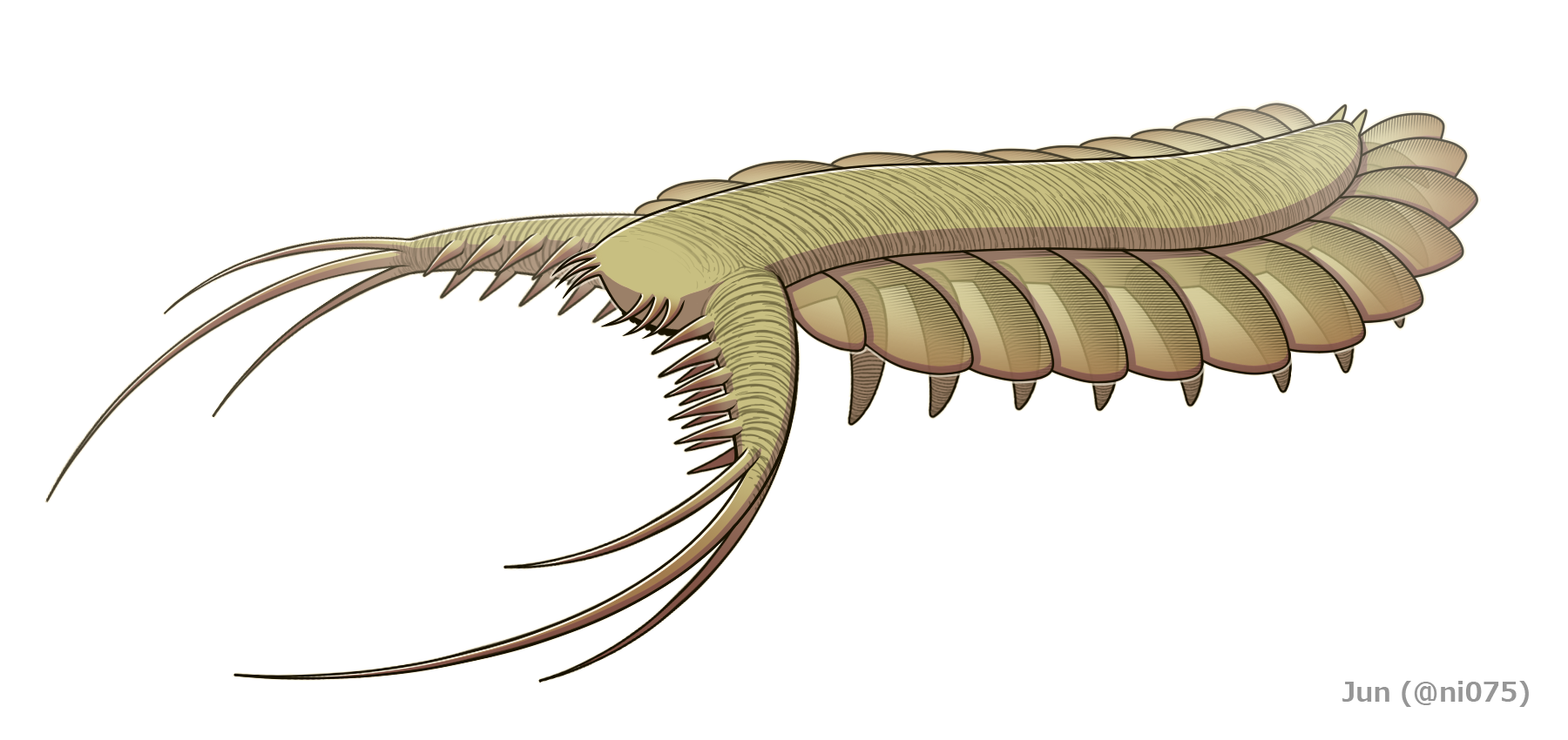
복원도

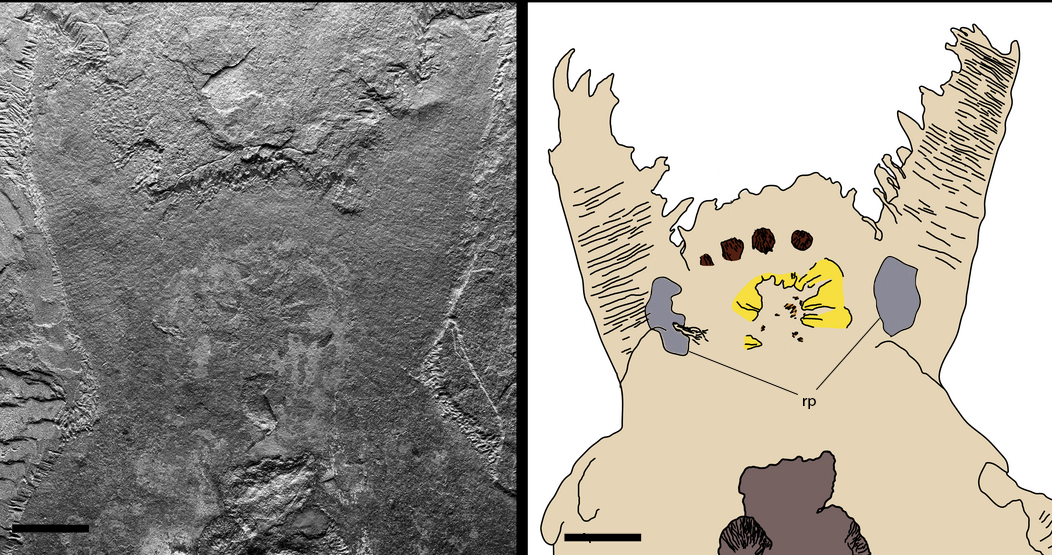
이와 내장, 눈(추측)이 보이는 화석표본

팜브델루리온은 캄브리아기 동물 중에서는 거대한 편이며 몸길이는 55cm에 달할 정도로 크다. 중국에서 팜브델루리온과 매우 닮은 옴니덴스(Omnidens)가 발견되었으며, 동종이명이명으로 보고 있으나, 팜브델루리온의 몸 비율에 따라 몸길이 1.5m로 더 큰 크기의 추정치가 나왔다.
팜브델루리온의 머리에는 유조동물의 더듬이 및 라디오돈트목의 전방부속지와 상동인 커다란 부속지가 달린다. 이 전방부속지는 근육이 약하게 붙어 있으며, 비교적 연약해, 먹이를 움켜쥐기 보다는 주로 감각기관으로 사용했을 것으로 추정한다. 부속지 사이에는 가시돌기 3쌍이 머리 앞에 붙어있으며, 이 돌기들도 감각기능을 가졌을 것으로 보인다. 눈은 이전에는 찾기 어려웠으나 일부 시각에서는 케리그마켈라와 유사한 눈이 있다는 견해가 있다. 머리 아래에는 입이 있으며, 비절지류 탈피동물의 것과 비슷한 구주(oral cone)가 있다.
몸통은 11쌍의 근육이 없고 아가미가 있는 옆지느러미가 달리며, 지느러미 아래로 엽족이 하나 씩 달린다. 몸통 근육은 절지동물보다는 유조동물과 매우 닮아있다. 큐티클은 단단하지 않다.
내장 전면부는 크며, 다른 탈피동물들처럼 근육질 인두를 가지고 있다. 내장의 좀 더 뒷부분에는 소화샘들이 짝을 이루고 있다.

## 연구사
팜브델루리온 휘팅토니(Pambdelurion whittingtoni)는 1997년 그레이엄 E. 버드(Graham E. Budd) 교수가 명명한 것이다. 속명은 그리스어로 ‘매우 혐오스럽다‘는 의미로 이 동물의 무서운 외양에서 따왔으며, 종소명은 고생물학자 해리 B. 휘팅턴을 기리는 의미로 붙인 것이다.
모식표본명은 MGUH 24508이다.

## 계통분류
팜브델루리온은 현생 완보동물, 유조동물,  그리고 절지동물의 조상으로 구성된 범절지동물의 다계통군, 엽족동물의 구성원으로 취급받는다. 이들은 다른 현생 분류군보다도 절지동물과 좀 더 연관이 깊으나, 모든 현생 절지류의 최근 공통 조상이 나타나기 전에 갈라져 나왔다. 팜브델루리온은 절지동물 줄기군 중에서, 아가미가 있는 옆지느러미를 가진 엽족동물이며, 케리그마켈라와 오파비니아를 포함하는 새엽족류로도 알려진 한 분류군의 일부이다. 새엽족류는 엽족류들 사이에서는 절지동물과 가장 가까운 근연이며, 새엽족류의 조상에서 방사치목과 진절지동물이 갈라져 나왔을 것이다.
거의 동시대의 중국 마오텐산 혈암에서 발견된 옴니덴스라는 생물(학명: Omnidens)은 팜브델루리온과 명확하게 구별할 수 없으며, 동종이명일 가능성이 있다. 그러나 마오텐산 혈암의 팜브델루리온과 같은 새엽족류라는 증거는 없기 때문에, 옴니덴스는 메가딕티온 또는 젠사노포디아와 같은 일부 다른 엽족류의 구기일 수 있다.

## 생태
팜브델루리온은 절지동물을 포함한 식단을 가진 포식자였을 것으로 보인다.
또, 효율적으로 유영할 수 있는 능력이 떨어지는 저서성 동물이었을 것이다. 팜브델루리온은 시리우스 파세트 생물군에서 가장 크고 풍족한 생물체 중 하나였다.

## 같이 보기
- 케리그마켈라

### 참고 문헌
- Budd, G. E. (1997). 〈Stem group arthropods from the Lower Cambrian Sirius Passet fauna of North Greenland〉.   Fortey, R. A.; Thomas, R. H. 《Arthropod Relationships》. Dordrecht: Springer Netherlands. 125–138쪽. doi:10.1007/978-94-011-4904-4_11. ISBN 0-412-75420-7.
- Caron, Jean-Bernard; Aria, Cédric (2020). Xi-Guang Zhang (ed.). “The Collins' monster, a spinous suspension-feeding lobopodian from the Cambrian Burgess Shale of British Columbia”. 《Palaeontology》 63 (6): 979–994. Bibcode:2020Palgy..63..979C. doi:10.1111/pala.12499. eISSN 1475-4983. ISSN 0031-0239. S2CID 225593728.
- Dzik, Jerzy (2011년 7월 1일). “The xenusian-to-anomalocaridid transition within the lobopodians” (PDF). 《Bollettino della Società Paleontologica Italiana》 50 (1): 65–74.[깨진 링크(과거 내용 찾기)]
- Howard, Richard J.; Hou, Xianguang; Edgecombe, Gregory D.; Salge, Tobias; Shi, Xiaomei; Ma, Xiaoya (2020). “A tube-dwelling Early Cambrian lobopodian”. 《Current Biology》 30 (8): 1529–1536.e2. Bibcode:2020CBio...30E1529H. doi:10.1016/j.cub.2020.01.075. ISSN 0960-9822. PMID 32109391. S2CID 211542458.
- Ortega-Hernández, Javier (2016). “Making sense of 'lower' and 'upper' stem-group Euarthropoda, with comments on the strict use of the name Arthropoda von Siebold, 1848”. 《Biological Reviews》 91 (1): 255–273. doi:10.1111/brv.12168. ISSN 1464-7931. PMID 25528950. S2CID 7751936.
- Ortega-Hernández, Javier; Budd, Graham E. (2016). “The nature of non-appendicular anterior paired projections in Palaeozoic total-group Euarthropoda”. 《Arthropod Structure & Development》 45 (2): 185–199. Bibcode:2016ArtSD..45..185O. doi:10.1016/j.asd.2016.01.006. ISSN 1467-8039. PMID 26802876.
- Vannier, Jean; Liu, Jianni; Lerosey-Aubril, Rudy; Vinther, Jakob; Daley, Allison C. (2014년 5월 2일). “Sophisticated digestive systems in early arthropods”. 《Nature Communications》 5 (1): 3641. Bibcode:2014NatCo...5.3641V. doi:10.1038/ncomms4641. ISSN 2041-1723. PMID 24785191.
- Vinther, Jakob; Porras, Luis; Young, Fletcher J.; Budd, Graham E.; Edgecombe, Gregory D. (2016). “The mouth apparatus of the Cambrian gilled lobopodian Pambdelurion whittingtoni”. 《Palaeontology》 59 (6): 841–849. Bibcode:2016Palgy..59..841V. doi:10.1111/pala.12256. hdl:1983/16da11f1-5231-4d6c-9968-69ddc5633a8a. ISSN 0031-0239. S2CID 88758267.
- Young, Fletcher J.; Vinther, Jakob (2017). “Onychophoran-like myoanatomy of the Cambrian gilled lobopodian Pambdelurion whittingtoni”. 《Palaeontology》 60 (1): 27–54. Bibcode:2017Palgy..60...27Y. doi:10.1111/pala.12269. hdl:1983/92180ef0-2205-4c65-9a70-90d59cfea2f4. ISSN 0031-0239. S2CID 55477207.
- Zeng, Han; Zhao, Fangchen; Niu, Kecheng; Zhu, Maoyan; Huang, Diying (2020년 12월 3일). “An early Cambrian euarthropod with radiodont-like raptorial appendages”. 《Nature》 588 (7836): 101–105. Bibcode:2020Natur.588..101Z. doi:10.1038/s41586-020-2883-7. eISSN 1476-4687. ISSN 0028-0836. PMID 33149303. S2CID 226248177.